# Digamma
Digamma (grekiska δίγαμμα dígamma, av δί- dí- ’två’ och γάμμα gámma ’gamma’) (versal: Ϝ, gemen: ϝ) var ursprungligen den sjätte bokstaven i det grekiska alfabetet och hade därför i det joniska talbeteckningssystemet siffervärdet 6. I modern grekiska används stigma (ς) i denna funktion.
Ursprungligen hette den Wau (ϝαῦ) men kom att kallas digamma eftersom den grafiska liknade två (di) gammatecken (Γ) ovanpå på varandra. Dess ljudvärde var /w/ (som ett engelskt w). Det ljudet försvann tidigt ur det grekiska språket, och därmed försvann också bokstaven. Längre västerut levde bokstaven dock kvar och kom att ge upphov till F, f i det latinska alfabetet.

## Unicode
|   | decimalt | hexadecimalt | HTML |
| - | -------- | ------------ | ---- |
| Ϝ | 988      | 3DC          |      |
| ϝ | 989      | 3DD          |      |